# Anopheles walkeri
Anopheles walkeri là một loài muỗi được tìm thấy khắp Bắc Mỹ. Nó được Frederick Vincent Theobald mô tả năm 1901 dựa trên một mẫu do E. M. Walker thu thập ở hồ Simcoe, Ontario (Canada).